# Michal Neuvirth
Michal Neuvirth (né le 23 mars 1988 à Ústí nad Labem en Tchécoslovaquie, aujourd'hui ville de République tchèque) est un joueur professionnel de hockey sur glace. Il évolue avec l'équipe de Philadelphie de la Ligue nationale de hockey.

## Biographie
Neuvirth fait ses débuts en jouant pour le HC Sparta Prague en 2003-2004. Il est choisi lors du repêchage d'entrée dans la Ligue nationale de hockey de 2006 par les Capitals de Washington ; il est le troisième joueur choisi par les Capitals après Nicklas Bäckström en quatrième place et Semion Varlamov vingt-troisième. Il rejoint l'équipe pour le camp d'entraînement mais suivant les conseils de ses agents, il se présente au camp sans le moindre équipement.
Après le camp, il rejoint les Whalers de Plymouth de la Ligue de hockey de l'Ontario pour la saison 2006-2007. Lors de cette première saison il reçoit plusieurs trophées de la LHO : il remporte le trophée Dave-Pinkney avec Jeremy Smith en tant que gardiens de l'équipe ayant accordés le moins grand nombre de buts au cours de la saison régulière et également le trophée F.-W.-« Dinty »-Moore du gardien avec la plus faible moyenne de buts accordés. Il est désigné la seconde équipe d'Étoiles de la LHO pour les recrues, et également tous joueurs confondus. Avec 103 points, l'équipe des Whalers termine la saison à la deuxième place du classement et sont qualifiés pour les séries éliminatoires. Neuvirth joue dix-huit matchs des séries contre quatre pour Smith alors que l'équipe remporte la finale de la LHO et la Coupe J.-Ross-Robertson allant avec,. Le gardien tchèque participe avec son équipe à la Coupe Memorial 2007 mais ils sont éliminés lors de la demi-finale en perdant 8-1 contre les Giants de Vancouver.
Le 1er juin 2007, il signe son premier contrat professionnel avec les Capitals pour trois saisons. Il participe par la suite au camp d'entraînement des Capitals mais finalement retourne jouer encore une saison dans la LHO. Au cours de celle-ci, il rejoint au mois de novembre les Spitfires de Windsor avec Tom Kane et un choix de quatrième ronde au repêchage de 2004 en retour de Michal Jordan et Matt Hackett et de choix de repêchage. Il ne passe pas beaucoup de temps avec les Spitfires puisqu'un mois plus tard, il change une nouvelle fois d'équipe et rejoint les Generals d'Oshawa. Cette fois il est échangé avec Ryan Baldwin en retour de Jakub Kovář, Justin Shugg et des tours de repêchage. Qualifiés pour les séries, les Generals et Neuvirth sont éliminés en finale d'association par les Bulls de Belleville.
Il fait ses débuts en tant que professionnel dans l'ECHL avec les Stingrays de la Caroline du Sud pour la saison 2008-2009. Au cours de la saison, il rejoint les Bears de Hershey de la Ligue américaine de hockey mais fait également ses premiers matchs dans la LNH pour les Capitals. Il joue dans la LNH pour la première fois le 14 février 2009 contre le Lightning de Tampa Bay, arrêtant 31 tirs pour une victoire 5-1.
Il aide les Bears à remporter la Coupe Calder 2008-2009.
Le 1er juillet 2015 il signe un contrat de 2 ans pour 3.25 millions par année avec les Flyers de Philadelphie.
Le 1er avril 2017, lors d'un match contre les Devils du New Jersey, il s'évanouit durant une mise au jeu pendant la première période. Il est évacué vers le Pennsylvania Hospital d'où il ressort 24 heures plus tard.

## Statistiques
| Saison     | Équipe                          | Ligue          |                            | Saison régulière           | Saison régulière           | Saison régulière           | Saison régulière           | Saison régulière           | Saison régulière           | Saison régulière           | Saison régulière           | Saison régulière           | Saison régulière           |                            | Séries éliminatoires       | Séries éliminatoires       | Séries éliminatoires       | Séries éliminatoires       | Séries éliminatoires       | Séries éliminatoires       | Séries éliminatoires       | Séries éliminatoires       | Séries éliminatoires |
| Saison     | Équipe                          | Ligue          | PJ                         | V                          | D                          | Pr/N                       | Min                        | BC                         | Moy                        | % Arr                      | Bl                         | Pun                        | PJ                         | V                          | D                          | Min                        | BC                         | Moy                        | % Arr                      | Bl                         | Pun                        |                            |                      |
| 2003-2004  | HC Sparta Prague U17            | R. tchèque U17 | 55                         |                            |                            |                            | 3 137                      | 96                         | 1,84                       |                            | 5                          |                            | 3                          |                            |                            | 180                        | 13                         | 4,33                       |                            | 0                          |                            |                            |                      |
| 2004-2005  | HC Sparta Prague U17            | R. tchèque U17 | 20                         |                            |                            |                            | 1 178                      | 49                         | 2,5                        |                            | 3                          |                            | 8                          |                            |                            | 482                        | 17                         | 2,12                       |                            | 0                          |                            |                            |                      |
| 2004-2005  | HC Sparta Prague Junior         | R. tchèque jr  | 10                         |                            |                            |                            | 501                        | 20                         | 2,4                        |                            | 1                          |                            | -                          | -                          | -                          | -                          | -                          | -                          | -                          | -                          | -                          |                            |                      |
| 2005-2006  | HC Sparta Prague Junior         | R. tchèque jr  | 42                         |                            |                            |                            | 2 516                      | 82                         | 1,96                       |                            | 5                          |                            | 3                          |                            |                            | 179                        | 9                          | 3,02                       |                            | 0                          |                            |                            |                      |
| 2006-2007  | Whalers de Plymouth             | LHO            | 41                         | 26                         | 8                          | 4                          | 2 223                      | 86                         | 2,32                       | 93,2                       | 4                          | 6                          | 18                         | 14                         | 3                          | 1 080                      | 44                         | 2,44                       | 93                         | 0                          | 2                          |                            |                      |
| 2007       | Whalers de Plymouth             | Coupe Memorial | -                          | -                          | -                          | -                          | -                          | -                          | -                          | -                          | -                          | -                          | 5                          | 2                          | 3                          | 219                        | 11                         | 3,02                       |                            | 0                          |                            |                            |                      |
| 2007-2008  | Whalers de Plymouth             | LHO            | 10                         | 5                          | 4                          | 1                          |                            | 26                         | 2,6                        | 92,8                       | 0                          | 2                          | -                          | -                          | -                          | -                          | -                          | -                          | -                          | -                          | -                          |                            |                      |
| 2007-2008  | Spitfires de Windsor            | LHO            | 8                          | 6                          | 1                          | 1                          |                            | 17                         | 2,12                       | 91,8                       | 0                          | 0                          | -                          | -                          | -                          | -                          | -                          | -                          | -                          | -                          | -                          |                            |                      |
| 2007-2008  | Generals d'Oshawa               | LHO            | 15                         | 6                          | 2                          | 6                          |                            | 57                         | 4,05                       | 89,8                       | 0                          | 4                          | 9                          | 7                          | 2                          |                            | 21                         | 2,48                       | 93,2                       | 0                          | 0                          |                            |                      |
| 2008-2009  | Stingrays de la Caroline du Sud | ECHL           | 13                         | 6                          | 7                          | 0                          | 762                        | 29                         | 2,28                       | 91,8                       | 2                          |                            | -                          | -                          | -                          | -                          | -                          | -                          | -                          | -                          | -                          |                            |                      |
| 2008-2009  | Bears de Hershey                | LAH            | 17                         | 9                          | 5                          | 2                          | 1 001                      | 45                         | 2,7                        | 91                         | 1                          | 2                          | 22                         | 16                         | 6                          | 1 346                      | 43                         | 1,92                       | 93,2                       | 4                          | 0                          |                            |                      |
| 2008-2009  | Capitals de Washington          | LNH            | 5                          | 2                          | 1                          | 0                          | 220                        | 11                         | 3                          | 89,2                       | 0                          | 0                          | -                          | -                          | -                          | -                          | -                          | -                          | -                          | -                          | -                          |                            |                      |
| 2009-2010  | Bears de Hershey                | LAH            | 22                         | 15                         | 6                          | 0                          | 1 231                      | 46                         | 2,24                       | 91,9                       | 1                          | 0                          | 18                         | 14                         | 4                          | 1 133                      | 39                         | 2,07                       | 92                         | 1                          | 0                          |                            |                      |
| 2009-2010  | Capitals de Washington          | LNH            | 17                         | 9                          | 4                          | 0                          | 872                        | 40                         | 2,75                       | 91,4                       | 0                          | 0                          | -                          | -                          | -                          | -                          | -                          | -                          | -                          | -                          | -                          |                            |                      |
| 2010-2011  | Capitals de Washington          | LNH            | 48                         | 27                         | 12                         | 4                          | 2 689                      | 110                        | 2,45                       | 91,4                       | 4                          | 0                          | 9                          | 4                          | 5                          | 590                        | 23                         | 2,34                       | 91,2                       | 1                          | 0                          |                            |                      |
| 2011-2012  | Capitals de Washington          | LNH            | 38                         | 13                         | 13                         | 5                          | 2 020                      | 95                         | 2,82                       | 90,3                       | 3                          | 2                          | -                          | -                          | -                          | -                          | -                          | -                          | -                          | -                          | -                          |                            |                      |
| 2012-2013  | HC Sparta Prague                | Extraliga      | 24                         |                            |                            |                            | 1 342                      | 55                         | 2,46                       |                            | 1                          | 0                          | -                          | -                          | -                          | -                          | -                          | -                          | -                          | -                          | -                          |                            |                      |
| 2012-2013  | Capitals de Washington          | LNH            | 13                         | 4                          | 5                          | 2                          | 723                        | 33                         | 2,74                       | 91                         | 0                          | 0                          | -                          | -                          | -                          | -                          | -                          | -                          | -                          | -                          | -                          |                            |                      |
| 2013-2014  | Capitals de Washington          | LNH            | 13                         | 4                          | 6                          | 2                          | 767                        | 36                         | 2,82                       | 91,4                       | 0                          |                            | -                          | -                          | -                          | -                          | -                          | -                          | -                          | -                          | -                          |                            |                      |
| 2013-2014  | Bears de Hershey                | LAH            | 1                          | 1                          | 0                          | 0                          | 60                         | 4                          | 4,02                       | 89,2                       | 0                          | 0                          | -                          | -                          | -                          | -                          | -                          | -                          | -                          | -                          | -                          |                            |                      |
| 2013-2014  | Sabres de Buffalo               | LNH            | 2                          | 0                          | 2                          | 0                          | 117                        | 5                          | 2,56                       | 94,9                       | 0                          | 0                          | -                          | -                          | -                          | -                          | -                          | -                          | -                          | -                          | -                          |                            |                      |
| 2014-2015  | Sabres de Buffalo               | LNH            | 27                         | 6                          | 17                         | 3                          | 1 544                      | 77                         | 2,99                       | 91,8                       | 0                          | 0                          | -                          | -                          | -                          | -                          | -                          | -                          | -                          | -                          | -                          |                            |                      |
| 2014-2015  | Islanders de New York           | LNH            | 5                          | 1                          | 3                          | 1                          | 306                        | 15                         | 2,94                       | 88,1                       | 0                          | 0                          | 1                          | 0                          | 0                          | 11                         | 0                          | 0                          | 1                          | 0                          | 0                          |                            |                      |
| 2015-2016  | Flyers de Philadelphie          | LNH            | 32                         | 18                         | 8                          | 4                          | 1 825                      | 69                         | 2,27                       | 92,4                       | 3                          | 2                          | 3                          | 2                          | 1                          | 178                        | 2                          | 0,67                       | 98,1                       | 1                          | 0                          |                            |                      |
| 2016-2017  | Flyers de Philadelphie          | LNH            | 28                         | 11                         | 11                         | 1                          | 1 364                      | 64                         | 2,82                       | 89,1                       | 0                          | 2                          | -                          | -                          | -                          | -                          | -                          | -                          | -                          | -                          | -                          |                            |                      |
| 2017-2018  | Flyers de Philadelphie          | LNH            | 22                         | 9                          | 7                          | 3                          | 1 039                      | 45                         | 2,60                       | 91,5                       | 1                          | 0                          | 3                          | 1                          | 1                          | 150                        | 11                         | 4,40                       | 84,7                       | 0                          | -                          |                            |                      |
| 2018-2019  | Phantoms de Lehigh Valley       | LAH            | 1                          | 1                          | 0                          | 0                          | 60                         | 3                          | 3                          | 91,2                       | 0                          | 0                          | -                          | -                          | -                          | -                          | -                          | -                          | -                          | -                          | -                          |                            |                      |
| 2018-2019  | Flyers de Philadelphie          | LNH            | 7                          | 1                          | 4                          | 1                          | 366                        | 26                         | 4,26                       | 85,9                       | 0                          | 0                          | -                          | -                          | -                          | -                          | -                          | -                          | -                          | -                          | -                          |                            |                      |
| 2019-2020  | HC Sparta Prague                | Extraliga      | Statistiques indisponibles | Statistiques indisponibles | Statistiques indisponibles | Statistiques indisponibles | Statistiques indisponibles | Statistiques indisponibles | Statistiques indisponibles | Statistiques indisponibles | Statistiques indisponibles | Statistiques indisponibles | Statistiques indisponibles | Statistiques indisponibles | Statistiques indisponibles | Statistiques indisponibles | Statistiques indisponibles | Statistiques indisponibles | Statistiques indisponibles | Statistiques indisponibles | Statistiques indisponibles | Statistiques indisponibles |                      |
| Totaux LNH | Totaux LNH                      | Totaux LNH     | 257                        | 105                        | 93                         | 26                         | 13 852                     | 626                        | 2,71                       | 91                         | 11                         | 6                          | 16                         | 7                          | 7                          | 930                        | 36                         | 2,32                       | 91,9                       | 2                          | 0                          |                            |                      |